# Pierre Dorsini
Pierre Dorsini (Villerupt, 23 aprile 1934 – Castelginest, 10 gennaio 2023) è stato un calciatore e allenatore di calcio francese, di ruolo attaccante.
È ancora oggi il miglior marcatore nella storia del vecchio club del Tolosa (esistito dal 1937 al 1967), con il quale ha segnato complessivamente 104 reti.
E morto il 10 gennaio 2023 all'età di 88 anni.